# Nuthin' Fancy
Nuthin' Fancy is het derde studioalbum van de Amerikaanse southern rockband Lynyrd Skynyrd, uitgebracht op 24 maart 1975. Het is het eerste album met de nieuwe drummer Aritmus Pyle en de laatste met gitarist Ed King, tot de hereniging van de band en het album Lynyrd Skynyrd 1991.

## Nummers

### Originele uitgave
| Nr. | Titel                  | Schrijver(s)                         | Duur |
| --- | ---------------------- | ------------------------------------ | ---- |
| 1.  | Saturday Night Special | Ed King, Ronnie Van Zant             | 5:08 |
| 2.  | Cheatin' Woman         | Van Zant, Gary Rossington, Al Kooper | 4:38 |
| 3.  | Railroad Song          | King, Van Zant                       | 4:14 |
| 4.  | I'm a Country Boy      | Allen Collins, Van Zant              | 4:24 |

| Nr. | Titel                 | Schrijver(s)                 | Duur |
| --- | --------------------- | ---------------------------- | ---- |
| 1.  | On the Hunt           | Collins, Van Zant            | 5:25 |
| 2.  | Am I Losin'           | Rossington, Van Zant         | 4:32 |
| 3.  | Made in the Shade     | Van Zant                     | 4:40 |
| 4.  | Whiskey Rock-a-Roller | King, Van Zant, Billy Powell | 4:33 |

### 1999 cd-heruitgave bonustracks
| Nr. | Titel                | Schrijver(s)      | Duur |
| --- | -------------------- | ----------------- | ---- |
| 9.  | Railroad Song (Live) | King, Van Zant    | 5:27 |
| 10. | On the Hunt (Live)   | Collins, Van Zant | 6:10 |